# Eupen-Malmedy

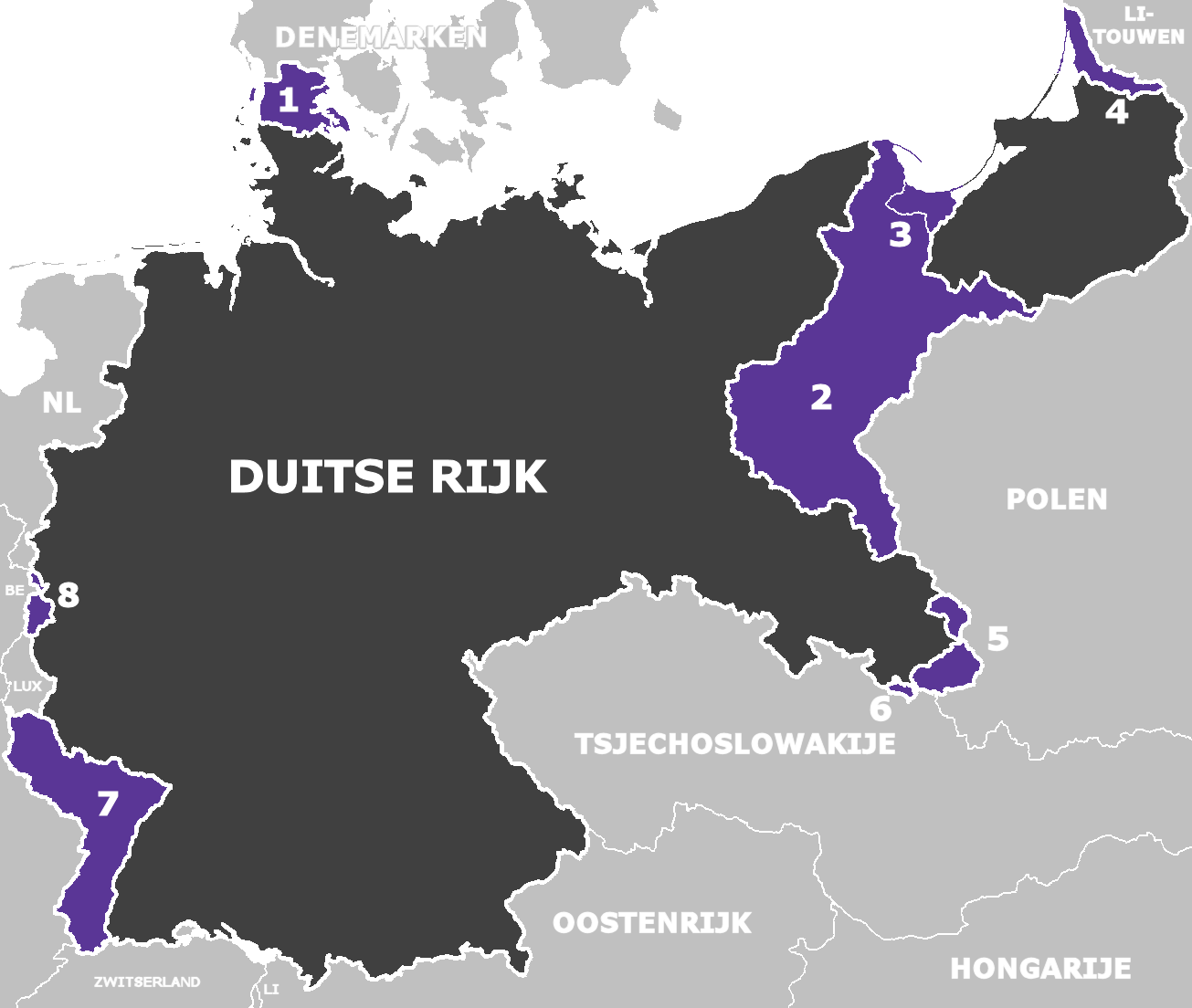
Mapa que muestra los territorios perdidos por el Imperio alemán después de la Primera Guerra Mundial. Eupen-Malmedy se muestra con el número "8" en el mapa.

Eupen-Malmedy, también conocidos como cantones del este (en alemán: Ostkantone, en francés: les Cantons de l'Est, en neerlandés: De Oostkantons), es un grupo de cantones en Bélgica, integrado por los antiguos distritos prusianos (kreise en alemán) de Eupen y Malmedy, junto con los de Moresnet y St. Vith. Los belgas de habla francesa también una vez los llamaron los cantones redimidos. Estos territorios fueron anexados a Bélgica en 1920 por el Tratado de Versalles.

## Historia

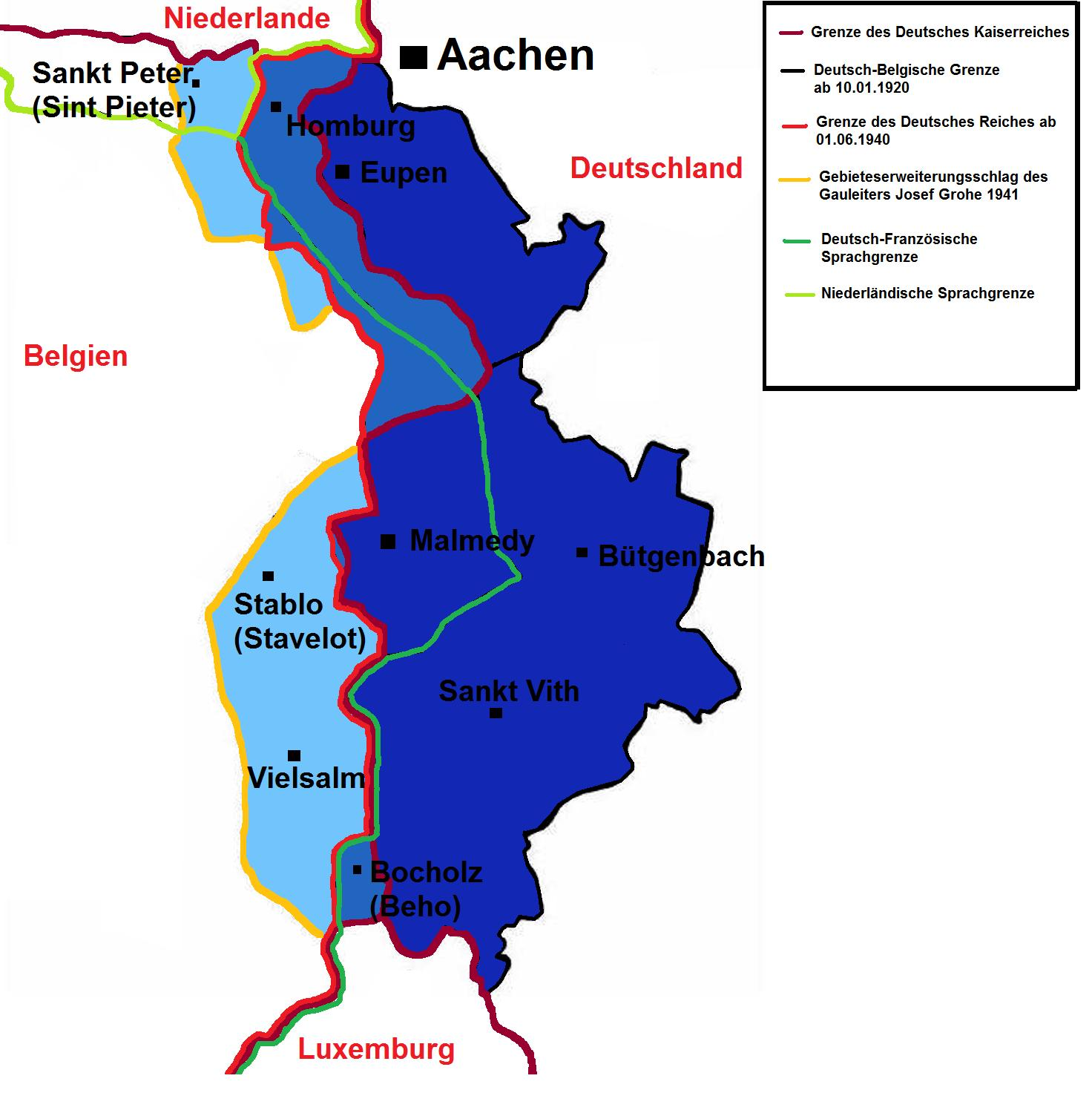
Cambios fronterizos de Eupen-Malmedy entre 1920 y 1945.

### Antes de 1785
Históricamente, esos territorios tienen poco en común. Mientras la parte norte alrededor de Eupen era originalmente parte del Ducado de Limburgo y acabó finalmente en las manos de los Habsburgos de Austria, que poseyeron también Malmedy; la parte sur perteneció al Ducado de Luxemburgo.

### 1795-1815: Anexión a Francia
En 1795, el ejército de la Francia revolucionaria entró en la Bélgica gobernada por los Habsburgo y tomó posesión de ellos integrándolos poco a poco hasta que los territorios fueron integrados en el departamento de Ourthe.

### 1815-1919: Territorio prusiano
Tras el Congreso de Viena todo el territorio quedó bajo la administración prusiana, concretamente en la región de la Renania. Aunque el territorio de Moresnet, codiciado por los Países Bajos y a su vez por el Reino de Prusia, fue declarado como territorio neutral para prevenir conflictos entre estos dos países.
Aunque originalmente se decía que estos territorios no se sentían alemanes por su lengua distinta, habladuría que se extendió más tras la independencia de Bélgica en 1830, la tutela del territorio siguió siendo alemana y no hubo protestas en los territorios. Se habla incluso de que el káiser Guillermo II llegó a decir que se alegraba de tener una bella ciudad de habla francesa.
Este rumor se desmintió por completo cuando al estallar la Primera Guerra Mundial la población de estos territorios se puso de manera unilateral con el bando alemán y luchó en sus filas.

### 1919-1925: Administración Provisional de Bélgica
Tras el fin de la Primera Guerra Mundial y tras la firma del tratado de Versalles entre el Imperio alemán y los aliados, se le concedió todo el territorio provisionalmente a Bélgica. Después de un período de cinco años de transición bajo el gobierno del General Herman Baltia, el área alrededor de Eupen, Malmedy, St. Vith y Moresnet Neutral (Kelmis) fue incluida definitivamente en el reino belga.

### 1925-1940: Integración en Bélgica
Tras la administración provisional, el territorio pasó a integrarse a Bélgica. Se hizo mediante un plebiscito en el que tras los 6 años de culturización belga y la anterior Gran Guerra solo 271 personas de 33 726 habitantes votaron a favor de integrar las comunas nuevamente en Alemania.

### 1940-1945: Anexión al Tercer Reich
Durante la Segunda Guerra Mundial los distritos orientales llegaron a ponerse bajo administración alemana debido a la ocupación por parte del Tercer Reich. En diciembre de 1944 los bombarderos destruyeron primero Malmedy, y luego St. Vith casi completamente. En la misma época, muchas comunidades fueron devastadas en la batalla de las Ardenas de 1944-45.
El rechazo a esto disminuyó cuando comenzó la operación Barbarroja y muchos hombres fueron voluntarios para luchar en el Este.

### 1945-Presente
Tras la batalla de las Ardenas y la liberación de Bélgica se volvió al estatus acordado por el  tratado de Versalles y el territorio quedó bajo administración de Bélgica y ha estado de esa forma hasta hoy, siendo parte integral de este país.
Los nueve municipios germanófonos de los cantones del Este ahora comprenden la Comunidad germanófona de Bélgica, mientras Malmedy y Weismes (ahora Waimes) forman parte de la Comunidad francesa de Bélgica.